# Gymnodia vigintipunctata
Gymnodia vigintipunctata är en tvåvingeart som beskrevs av Fritz Isidore van Emden 1951. Gymnodia vigintipunctata ingår i släktet Gymnodia och familjen husflugor. Inga underarter finns listade i Catalogue of Life.